# Music is a Hungry Ghost
Music is a Hungry Ghost è un album del gruppo post-rock tedesco To Rococo Rot in collaborazione con la I-Sound di New York. È stato pubblicato l'8 maggio 2001 ed è stato il primo album della band con l'etichetta Mute Records.

## Tracce
1. A Number of Things – 4:16
2. For a Moment – 4:35
3. How We Never Went to Bed – 4:18
4. First – 2:30
5. From Dream to Daylight – 4:14
6. Your Secrets, a Few Words – 3:14
7. Along the Route – 2:57
8. Overhead – 4:09
9. Koko – 0:38
10. Pantone – 2:59
11. Mazda in the Mist – 4:22
12. She Tended to Forget – 2:30
13. The Trance of Travel – 5:00